# Tordyveln flyger i skymningen (TV-serie)
Tordyveln flyger i skymningen är en svensk äventyrsserie som har premiär på Sveriges Television under 2025. Serien är baserad på radioteatern med samma namn skapad av Maria Gripe och Kay Pollak som kom ut 1976, och Maria Gripes bok från 1978. Serien är skapad och regisserad av Atle Knudsen, efter ett manus skrivet av Ditta Bongenhielm, Lovisa Milles, Helena J. Nielsen och Johanna Westlund.
Serien hade premiär på SVT Play den 11 juli 2025 och kommer sändas på SVT1 under hösten samma år.

## Handling
Serien utspelar sig i den fiktiva orten Ringaryd i Småland under sommaren 1976. De tre ungdomarna David, Annika och Jonas dras in i ett mysterium med en 3000 år gammal egyptisk staty som det vilar en förbannelse över.

## Rollista
| Hjalmar Löfmark Yilmaz | – David                           |
| Moa Nåsander           | – Annika                          |
| Einar Alvarado Lönberg | – Jonas                           |
| Tomas von Brömssen     | – Ivar Lindroth, präst            |
| Pernilla August        | – mormor Irma                     |
| Dag Malmberg           | – Natte                           |
| Christina Schollin     | – Julia J:son Andelius            |
| Krister Henriksson     | – berättare                       |
| Lena Endre             | – Eva Göransson                   |
| Liv Mjönes             | – Ulla (Jonas och Annikas mamma)  |
| Malte Gårdinger        | – Andreas Wiik                    |
| Flo Fagerli            | – Emelie                          |
| Jan Gunnar Røise       | – Norrmannen                      |
| Kardo Razzazi          | – Simon (Davids pappa)            |
| Mattias Nordkvist      | – Bengt (Jonas och Annikas pappa) |

## Produktion
Serien är producerad av Josefine Tengblad, Helen Ahlsson och Peter Bengtsson för Nordic Drama Queens och Monster, i samproduktion med Sveriges Television, Film i Väst och TV 2 Gruppen. Inspelningarna pågick från maj 2024 till september samma år. Den spelades in på olika platser i Västra Götalands län, bland annat vid Skepplanda kyrka och i en gammal nedlagd Lanthandel i Krokstorp Essunga.
Musikern Ane Brun har skrivit text och musik till låten ”Emelies sång”, som ingår i seriens soundtrack. Brun gör även en cameoroll då hon framför låten i en kyrka tillsammans med andra.